# 1908年共和党全国大会
アメリカ合衆国共和党の第14回大統領候補指名大会である1908年共和党全国大会 (1908 Republican National Convention) は、1908年7月16日から同月19日まで、イリノイ州シカゴのシカゴ・コロシアムで開催された。同大会は、人気の共和党大統領セオドア・ローズヴェルトと副大統領チャールズ・W・フェアバンクスの後継者を指名するために開催された。
最終的に、ローズヴェルトの支持を獲得した陸軍長官ウィリアム・タフト（オハイオ州）が指名を受けた。大会は、ニューヨーク州選出下院議員ジェームズ・S・シャーマンを伴走候補に指名した。

## 政策綱領
共和党の政策綱領は、保護関税の堅持、恒久的通貨体制（連邦準備制度）の確立、トラストへの更なる政府の監督・統制などといった、ローズヴェルト政権の経済政策を賛美した。綱領は、鉄道料金法の施行、州間鉄道を調査する権限を州際通商委員会に付与すること、鉄道員の労働時間の短縮（週労働時間全体の短縮と同様に）を擁護した。
外交政策では、軍備増強、海外在住の米国民の保護、外国の商業の拡大、積極的な仲裁とハーグ条約、米国の海運業の再興、退役軍人の支援、キューバ及びフィリピンの自治、プエルト・リコの住民への市民権付与を支持した。
他の分野では、法廷改革、連邦鉱山採掘局の設置、地方の郵便配達の拡充、環境保全の主導、アフリカ系アメリカ人や公務員の権利の擁護、公衆衛生機関の更なる効率化を支持した。
最後に綱領は、パナマ運河建設への米国の関与、及びニューメキシコ州や準州の参加に対する矜持を表明すると共に、エイブラハム・リンカンの誕生日を祝うよう求め、総じて共和党の政策を賛美したのに対し、民主党を痛烈に批判した。

## 大統領指名候補
- ウィリアム・タフト（オハイオ州）
- ジョーゼフ・ガーニー・キャノン（イリノイ州）
- チャールズ・W・フェアバンクス（インディアナ州）
- ジョーゼフ・B・フォラカー（オハイオ州）
- チャールズ・エヴァンズ・ヒューズ（ニューヨーク州）
- フィランダー・チェイス・ノックス（ペンシルベニア州）
- ロバート・M・ラ・フォレット（ウィスコンシン州）
- レスリー・M・ショー（アイオワ州）

## 副大統領指名候補
- カーティス・ギルド（マサチューセッツ州）
- フランクリン・マーフィー（ニュージャージー州）
- ジェームズ・シャーマン（ニューヨーク州）